# Українська міська територіальна громада
Українська міська територіальна громада — територіальна громада в Україні, в Обухівському районі Київської області. Адміністративний центр — місто Українка.
Площа громади — 207,0 км², населення — 21 078 осіб (2020).
Утворена 12 червня 2020 року шляхом об'єднання Української міської ради та Верем'яцької, Витачівської, Жуківцівської, Трипільської, Халеп'янської, Щербанівської сільських рад Обухівського району.

## Населені пункти
У складі громади 1 місто (Українка) і 7 сіл:
- Верем'я
- Витачів
- Жуківці
- Плюти
- Трипілля
- Халеп'я
- Щербанівка

## Старостинські округи
- Верем'яцький
- Витачівський
- Жуківцівський
- Трипільський
- Халеп'янський
- Щербанівський